# Nørre Aaby Biograf
Nørre Aaby Biograf blev bygget i 1948 og er tegnet af arkitekten Holger Pind. Biografen ligger på Postbakken 4B i Nørre Aaby og er efter sigende opført som en kopi af Palladium i København.
Biografen indeholder indgangsparti, foyér med bar og butik samt biografsal. Typisk for Holger Pind er de runde former også bygget ind i biografen, ligesom man går ind midt i salen og derfra kan vælge at sidde ovenfor eller nedenfor indgangen.
Den første film der blev vist i biografen, var Soldaten og Jenny. Biografen blev drevet af Maren Nielsen, indtil 1972, hvor hendes søn Henry overtog. Senere, i 1977, overtog Erling og Birgit Naundrup Petersen biografen og drev den indtil 2011, hvor den store investering til digital fremviser ikke var realistisk.
Siden 2012 har biografen været drevet som foreningsbiograf. Biografen er flere gange moderniseret, senest i 2015, men altid med fokus på at bevare det originale og historien.
- Forhal
- Foyer
- Sal

## Eksterne kilder og henvisninger
- Wikimedia Commons har flere filer relateret til Nørre Aaby Biograf
- Nørre Aaby Bios hjemmeside
- Nørre Aaby Bios facebookside
- TV2 fortalt: Nørre Aaby Bio